# Grigori Kotovski

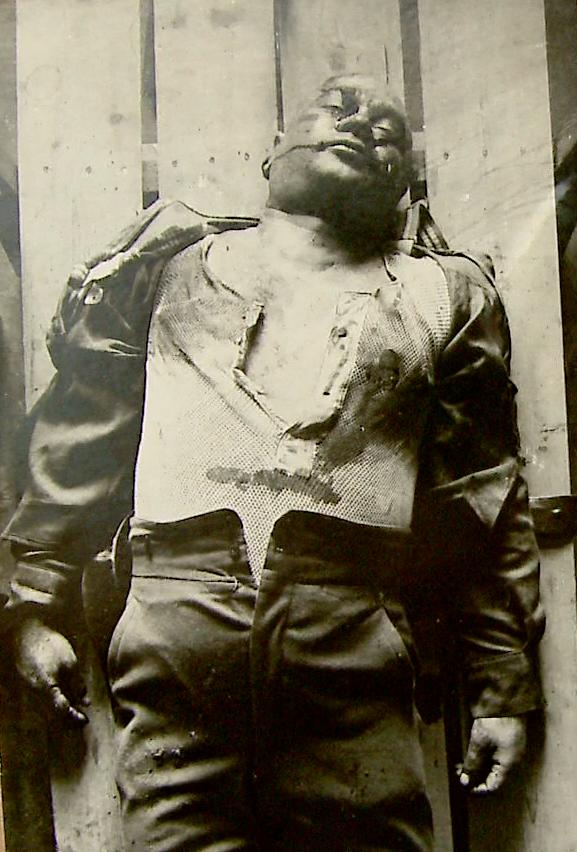
Kotovski après son assassinat

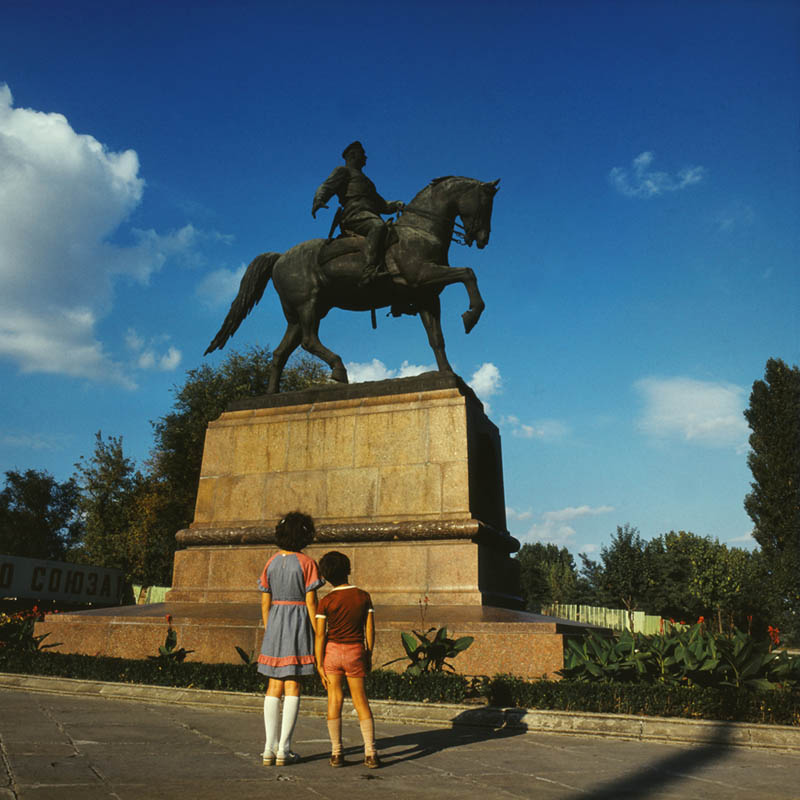
Statue équestre de Kotovski à Chișinău

Grigori Ivanovitch Kotovski (en russe : Григорий Иванович Котовский) est un militant communiste, commissaire politique et chef militaire soviétique, né le 12 juin 1881 (24 juin dans le calendrier grégorien) à Hîncești (aujourd'hui en république de Moldavie) et mort le 6 août 1925 à Birzoula-Podilsk, devenu Kotovsk (Ukraine) sous le régime soviétique.

## Biographie
Kotovski est né d'un père polonais russifié et d'une mère russe, morte lorsqu'il était petit. Sa famille autrefois aristocratique et prospère avait été ruinée : son père était ingénieur mécanicien. Il meurt alors que Grigori a 16 ans, et c'est Sophie Schall, la fille d'un ingénieur belge travaillant avec son père, qui prend soin de lui et paye son inscription dans une école d'agronomie. Il apprend l'allemand pour faire des études supérieures en Allemagne. En 1902 il doit abandonner ses études car le père de Sophie Schall meurt et elle repart en Belgique.
Faute de ressources et de domicile, il s'engage chez des boyards comme régisseur ou intendant, mais il ne reste pas longtemps en place, car objets et denrées disparaissent, et les filles se plaignent de ce trousseur de jupons. En 1904, il s'empare de l'argent de l'un de ses maîtres, engage des acolytes et devient un bandit redouté, qui ne se présente pas en 1905 au bureau de recrutement alors que la guerre russo-japonaise vient d'éclater : il est déclaré insoumis. Arrêté et envoyé dans un régiment à Kostroma, il déserte et organise autour de cette ville une bande de pillards qui s'attaque aux grandes propriétés et aux bourgeois. Il devient une sorte de « Robin des Bois » local et les paysans lui accordent leur aide. C'est à cette époque qu'il rencontre des anarchistes qui lui permettent de donner à sa révolte une structure idéologique (mais selon sa biographie officielle dans la Grande Encyclopédie soviétique, il se serait agi de socialistes-révolutionnaires, et Kotovski aurait été un leader des mouvements révolutionnaires de Bessarabie en 1905-1906 comme la république de Comrat, et aurait participé aux révolutions russes de 1905 et de 1917). Arrêté le 18 janvier 1906, condamné à seulement 6 mois de prison qu'il purge à Chișinău, il récidive aussitôt et il est à nouveau arrêté le 24 septembre. Au début de 1907, il est condamné à 12 ans de katorga et en 1911, il se trouve au bagne de Nertchinsk servant comme chef d'équipe à la construction du Transsibérien. Espérant être amnistié au 300e anniversaire de la dynastie tsariste, il doit déchanter et s'évade en 1913.
Il retourne en Bessarabie où il organise une nouvelle bande de cambrioleurs, spécialisée dans les attaques de banques et recherchée par toutes les forces de l'ordre de la goubernia. Cernée le 25 juin 1916, pendant la Première Guerre mondiale, la bande est capturée et Grigori, blessé d'une balle dans le torse, est envoyé devant un tribunal militaire à Odessa, qui le condamne à la peine de mort pour insoumission. Sa peine est commuée en détention à vie grâce à l'intervention de l'épouse du général Alexeï Broussilov. Alors qu'il purge sa peine à Odessa, la Révolution de février 1917 éclate. Dans cette ville où l'empreinte de la révolution de 1905 était forte, les anarchistes sont, pour le moment, aux commandes. Les détenus peuvent autogérer leur prison, et une large amnistie est proclamée. En mai 1917, en échange de sa liberté, il accepte d'être envoyé sur le front roumain. Dès le mois d'octobre, il est récompensé pour bravoure exceptionnelle et décoré de la Croix de Saint-Georges. Affecté au 136e régiment d'infanterie de Taganrog, il se rallie au début de la guerre civile russe aux bolcheviks de Tiraspol, combat pour la république soviétique d'Odessa en 1918, reçoit le commandement d'un bataillon de l'Armée rouge et s'empare du pont stratégique reliant la Bessarabie à l'Ukraine. Il adhère au parti bolchévique en 1920. Devenu un apparatchik et un tchékiste, il participe à l'écrasement de la révolte de Tambov dirigée contre la dictature des bolchéviks. En 1924, il fait partie des fondateurs de la République socialiste soviétique autonome moldave, dans le cadre de la RSS d'Ukraine.
Kotovski trouva la mort le 6 août 1925 d'une balle dans l'aorte, tirée dans des circonstances mal élucidées. La propagande officielle en fit aussitôt un héros de la Révolution, tué par les réactionnaires, et des funérailles d'ampleur comparable à celles de Lénine furent organisées par les autorités soviétiques. L'homme qui l'abattit, Zayder Meyer, avoua immédiatement ; il fut jugé l'année suivante et condamné à dix ans de prison. Zayder Meyer fut libéré en 1928 pour bonne conduite, mais fut lui-même assassiné à l'automne 1930, étranglé et son corps jeté sur une voie de chemin de fer. Les documents sur la mort de Kotovski ayant été classés top-secret, de nombreux historiens pensent que Zayder n'était ni le seul ni le principal responsable de cet assassinat, mais qu'il avait agi à l'instigation d'un tiers, pour des raisons non pas politiques mais privées, liées au caractère séducteur de Kotovski.

## Postérité

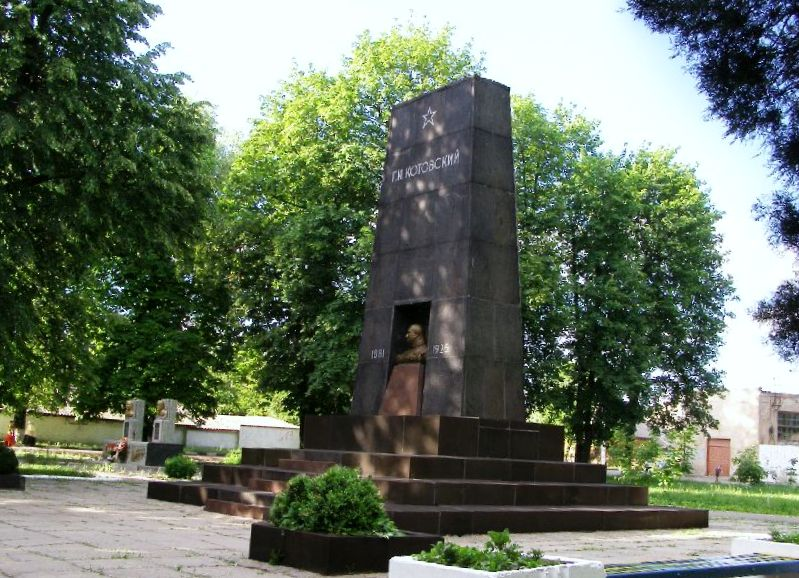
Stèle à la mémoire de Grigori Kotovski à Podilsk (« Kotovsk » de 1935 à 2016).

Un mausolée fut élevé pour lui sur le lieu de sa mort, à Podilsk en Ukraine (alors appelée Birzoula) ; plusieurs monuments à sa mémoire furent élevés dans l'oblast d'Odessa, à Tiraspol, et, après la seconde guerre mondiale, à Chișinău. Le mausolée de Podilsk fut dynamité durant l'occupation roumaine en Ukraine, au cours de la Seconde Guerre mondiale, mais une stèle massive, toujours en place et classée, a été érigée après la Grande Guerre patriotique.
Birzoula fut rebaptisée Kotovsk en 1935. Plusieurs localités de l'Union soviétique ont également été nommées Kotovsk. L'un d'elles, en 1944, fut Hînceşti, son village natal, qui retrouva son nom d'origine en 1990. Une autre est située dans l'oblast de Tambov, en Russie, et s'appelle toujours Kotovsk.
Divers films ou séries télévisées lui ont été consacrés, notamment  en 1942 Kotovski, en 1976 Sur la piste des loups (ru) du réalisateur moldave soviétique Valeriu Gagiu (en) ou en 2010 Kotovski avec Vladislav Galkine dans le rôle principal. 
Il apparait dans plusieurs poèmes ou chansons communistes soviétiques, dont Smouglianka, et il est évoqué dans divers livres de propagande communiste soviétiques. A Odessa, sa statue a été enlevée.

## Source
- (en)/(ru) Cet article est partiellement ou en totalité issu des articles intitulés en anglais « Grigory Kotovsky » (voir la liste des auteurs) et en russe « Котовский, Григорий Иванович » (voir la liste des auteurs).
- « Kotovski, bandit bessarabien et général bolchevique », Voix de la Russie, 01/11/2012